# Fairey N.4
El Fairey N.4 fue un hidrocanoa británico de reconocimiento de largo alcance y cinco plazas de la década de 1920. Diseñado y construido por la Fairey Aviation Company para satisfacer un requerimiento del Almirantazgo de un avión de reconocimiento de cuatro motores de gran tamaño, fue el hidroavión más grande del mundo cuando voló por primera vez en 1923.

## Desarrollo

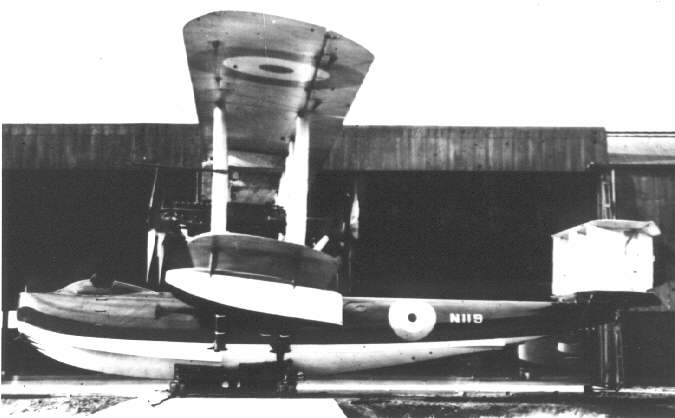
Fairey N.4 Mk.I Atalanta (N.119), casco construido por May, Harden and May.

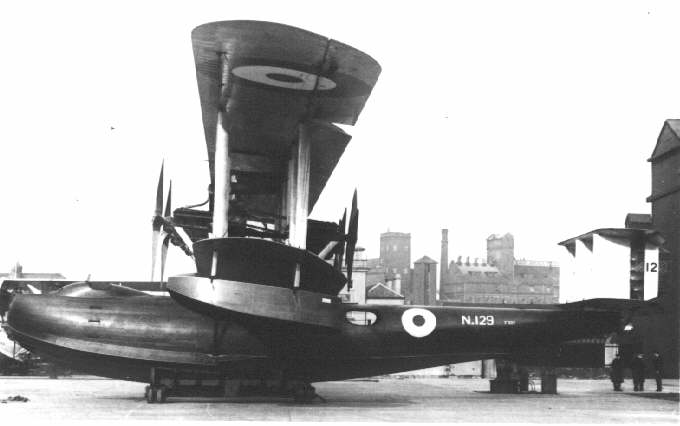
Fairey N.4 Mk.II Titania (N.129), casco diseñado por Linton Hope, construido por Fyffes, fotografiado en Felixstowe.

Tras un aumento en la experiencia con hidroaviones en 1917, el Almirantazgo emitió la Especificación N.4. La especificación exigía un hidrocanoa de reconocimiento de largo alcance y cuatro motores. El Almirantazgo encargó dos aviones a Fairey y uno a la Phoenix Dynamo Manufacturing Company. Fairey subcontrató la construcción del segundo a Dick, Kerr & Co. de Lytham St. Annes.
No era inusual para la época que el diseño fuera un biplano, con los motores montados como dos pares tractor-propulsor entre el ala superior e inferior, cada uno moviendo una hélice de cuatro palas.
El primer N.4 (llamado Atalanta), que fue ensamblado por Phoenix Dynamo con un casco diseñado por Charles Nicholson, construido por la Gosport Aircraft Company, también fue transportado a la Isla de Grain, pero nunca voló y fue desguazado, ya que el servicio perdió interés en los grandes hidrocanoas. Durante abril de 1919, cuando el casco estuvo completo, Flight informó que el avión sería incluso más grande que el Felixstowe Fury.
El segundo N.4 (también llamado Atalanta), completado en 1921, voló por primera vez el 4 de julio de 1923 propulsado por cuatro motores de pistón Rolls-Royce Condor IA de 485 kW (650 hp). El casco fue construido en Hythe por May, Harden & May y entregado a Lytham St. Annes para su ensamblaje. El avión completo fue desmantelado, transportado por carretera a la Isla de Grain y almacenado antes de su primer vuelo.
El tercer N.4 Mk.II (llamado Titania) incluyó mejoras y motores Condor III de variante posterior. El casco, diseñado por Linton Hope, fue construido en el Clyde por los constructores de yates Fyffes y entregado a la Fairey Aviation Company en Hamble, Southampton, para su ensamblaje y transporte a la Isla de Grain. El Titania no voló de inmediato ni se almacenó, y su primer vuelo tuvo lugar el 24 de julio de 1925.

## Especificaciones (Mk.IITitania)
Referencia datos: Orbis

### Características generales
- Tripulación: Cinco
- Longitud: 20,1 m (66 ft)
- Envergadura: 42,4 m (139 ft)
- Superficie alar: 269,4 m² (2900 ft²)
- Peso cargado: 14 339 kg (31 603,2 lb)
- Planta motriz: 4× motor lineal V12 refrigerado por agua Rolls-Royce Condor III.
  - Potencia: 485 kW (669 HP; 660 CV) cada uno.
- Hélices: 1× de cuatro palas de paso fijo por motor.

### Rendimiento
- Velocidad máxima operativa (Vno): 185 km/h (115 MPH; 100 kt)
- Alcance: 9 h
- Techo de vuelo: 4300 m (14 108 ft)

### Armamento
- Ametralladoras: 

  - 2x Lewis de 7,7 mm en posiciones de morro y dorsal
- Bombas: 454 kg

## Aeronaves relacionadas

### Desarrollos relacionados
- Gosport G9

### Aeronaves similares
- Curtiss NC
- Phoenix P.5 Cork
- Supermarine Southampton